# 橙花飞蓬
橙花飞蓬（学名：Erigeron aurantiacus）是菊科飞蓬属的植物。分布在俄罗斯以及中国新疆等地，生长于海拔2,100米至3,400米的地区，一般生于高山草地和林缘。